# Ngan cỏ
Ngan cỏ (hay còn gọi là ngan dé hoặc ngan nội hay ngan ta) là giống ngan nhà nội địa của Việt Nam. Chúng cũng có nguồn gốc xa xưa từ Nam Mỹ được nhập nội vào Việt Nam từ lâu, được nuôi nhiều ở nhiều nơi thuộc vùng đồng bằng sông Hồng, chúng là nguyên liệu cho món miến ngan, bún ngan đặc sản. Trong văn hóa, hình ảnh chú ngan được tái hiện sinh động và vui nhộn qua tác phẩm văn học thiếu nhi mang tên "Cuộc phiêu lưu của Văn Ngan tướng công" của nhà văn Vũ Tú Nam.

## Đặc điểm
Đặc điểm của ngan là đầu to, trán phẳng nhiều lông. Con đực thường to lớn, có phần mào phát triển, đỏ sặc sỡ. Con cái mào nhạt hơn, cổ ngắn, thân hình dài, lưng rộng, ngực nở, cánh phát triển, chân ngắn dáng đi nặng nề. Nuôi lấy thịt 4 tháng đạt 4 kg, nuôi lấy trứng năng suất thấp 60-70 quả/mái/năm. Chúng có lông mượt, tầm vóc to. Trưởng thành nặng 3–4 kg (con trống), 2–3 kg (con mái). Giống ngan này có nhiều dòng, có nhiều màu lông khác nhau: Xiêm trắng, Xiêm đen, Xiêm xám. Nông dân thường thích nuôi ngan trắng hơn ngan đen, vì nó có sức đề kháng cao hơn, bắt mồi trên cạn giỏi, ăn tạp và ăn được nhiều chất xơ.
Ngan cỏ bạo dạn hơn so với các loại gia cầm khác, do vậy chúng thích hợp với việc vỗ béo. Chúng dễ nuôi, mau lớn, thịt ngon, cơ đỏ ít mỡ. Ngan trống thường dữ tợn hơn ngan mái. Ngan đi lại chậm chạp, có cái đầu gật gù theo nhịp đi nên dễ dàng phân biệt với vịt ngay từ xa. Tính hợp đàn kém các loại vịt khác. Do ngan nội có tính đòi ấp cao nên sản lượng trứng rất thấp. Ngan dé hay vịt dé là loại ngan vịt bé hơn so với vịt ngan nuôi cám công nghiệp, thịt chắc hơn. Thịt ngan cỏ chọn dễ hơn thịt vịt, thịt thơm và khi vặt lông cũng dễ hơn vịt, (vịt nhiều lông tơ nên vặt rất khó), thịt ngan ít bị hôi. Một con khoảng trên dưới 2 kg, nếu quá 3,4 kg là ngan nuôi, bụng toàn mỡ, da dầy. Khi chọn ngan thì trước hết xem đầu, xem đầu con ngan nào nhỏ nhất, đầu nhỏ là ngan nuôi thóc, chân mỏ trông màu phải màu tươi, màu úa hoặc thâm thâm là ngan yếu, độ dày thịt của ngan thì nâng hai đôi cánh lên, dùng ngón cái và ngón trỏ bóp bóp phần xương lưng, nếu thấy không giơ xương ra nghĩa là ngan nhiều thịt, chắc thịt.

## Các chủng
Có ba loại màu lông: trắng (ngan Ré), loang trắng đen (ngan Sen) và màu đen (ngan Trâu).
- Ngan trắng hay ngan Ré là loại nuôi khá phổ biến ở Việt Nam, chúng có đặc điểm lông màu trắng tuyền, tầm vóc trung bình, lúc 4 tháng tuổi Còn mái nặng 1,7-1,75 kg, con trống nặng 2,85-2,90 kg. Sản lượng trứng đạt 69-70 quả/năm; tỷ lệ phối và tỷ lệ nở cao. Đây là giống ngan chịu kham khổ, kiếm mồi tốt, đẻ trứng khá, khả năng chống đỡ bệnh tật tốt, thường hay nuôi thành từng vùng như Gia Lâm (Hà Nội), Châu Giang (Hải Dương). Chúng có khối lượng lúc 4 tháng tuổi con mái 1,7 - 1,8 kg/con, con đực 2,8 - 2,9 kg/con. Ngan Dé chỉ đẻ được từ 36- 42 trứng/năm
- Ngan loang đen trắng hay còn gọi là ngan Sen có bộ lông màu loang đen trắng, tầm vóc to, lúc 4 tháng tuổi con mái nămg 1,7-1,8 kg, con trống nặng 2,9-3,0 kg. Sản lượng trứng đạt 65-66 quả/năm; tỷ lệ phôi và tỷ lệ nở cao, ngan mái ấp và nuôi con khéo. Ngan loang nuôi rộng rãi khắp nơi. Chúng có khối lượng lúc 4 tháng tuổi, con mái 1,7-1,8 kg/con, con đực 2,9-3,0 kg/con.
- Ngan đen hay gọi là ngan trâu: Ngan đen còn rất ít, không được nuôi rộng rãi, vì hầu hết đã bị pha tạp. Giống ngan này toàn thân màu đen tuyền, có tầm vóc to, thô, dáng đi nặng nề, tỷ lệ phôi thấp, nuôi con vụng, chúng có tầm vóc to, thô, dáng đi nặng nề. Sau 5 tháng ngan bắt đầu đẻ, một năm đẻ 3-5 lứa, năng suất trứng 50-75 quả/mái/năm. Khối lượng trứng 65-67 g/quả. Ngan Trâu còn đẻ trứng thấp hơn: 26-36 quả/năm.

## Phát triển
Khối lượng sơ sinh của ngan đực và mái là bằng nhau, nhưng càng nuôi thì tốc độ sinh trưởng càng khác nhau rõ rệt. Tốc độ sinh trưởng của ngan mái cao ở giai đoạn 2-7 tuần tuổi, còn ngan đực từ 2-8 tuần tuổi. Trong giai đoạn này ngan nội có thể tăng tới 200 gram mỗi tuần, nếu là con mái và tăng tới 400 gram mỗi tuần nếu là con đực. Để sản xuất thịt, người ta chú ý sự phát triển của cơ lườn và cơ đùi. Ở tuần tuổi thứ chín, tốc độ sinh trưởng có giảm đi nhưng vẫn phải đợi đến 11 hoặc 12 tuần để đảm bảo cho cơ lườn phát triển đầy đủ. Ngan mái có thể giết lúc 11 tuần và ngan đực lúc 12 tuần, vì đến 12 tuần ngan đực mới có lông cánh hoàn chỉnh và không có tuỷ trong ống lông nữa. Tỉ lệ thịt ức lúc này khoảng 14-15% khối lượng sống, thịt đùi khoảng 15%.

## Hình ảnh

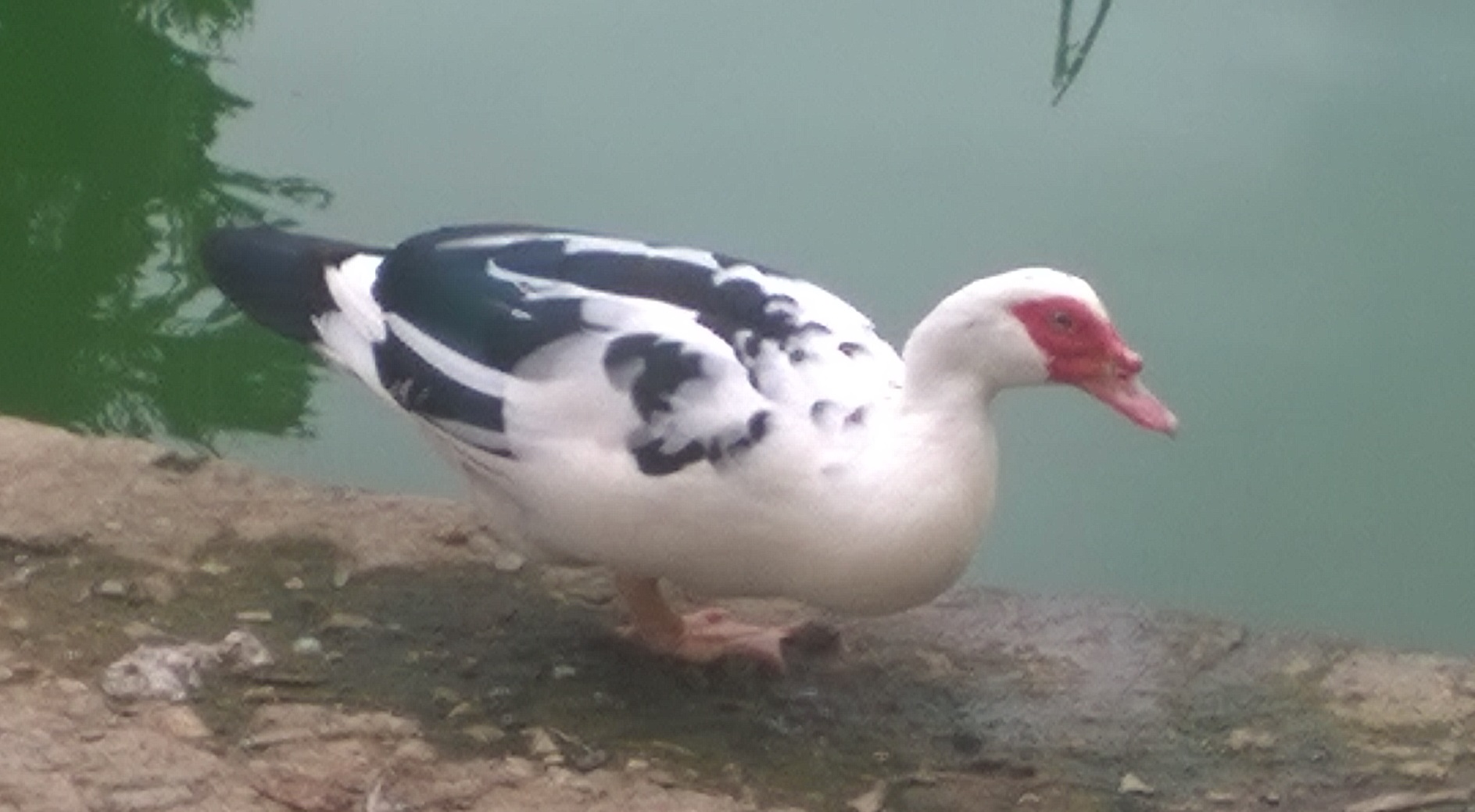
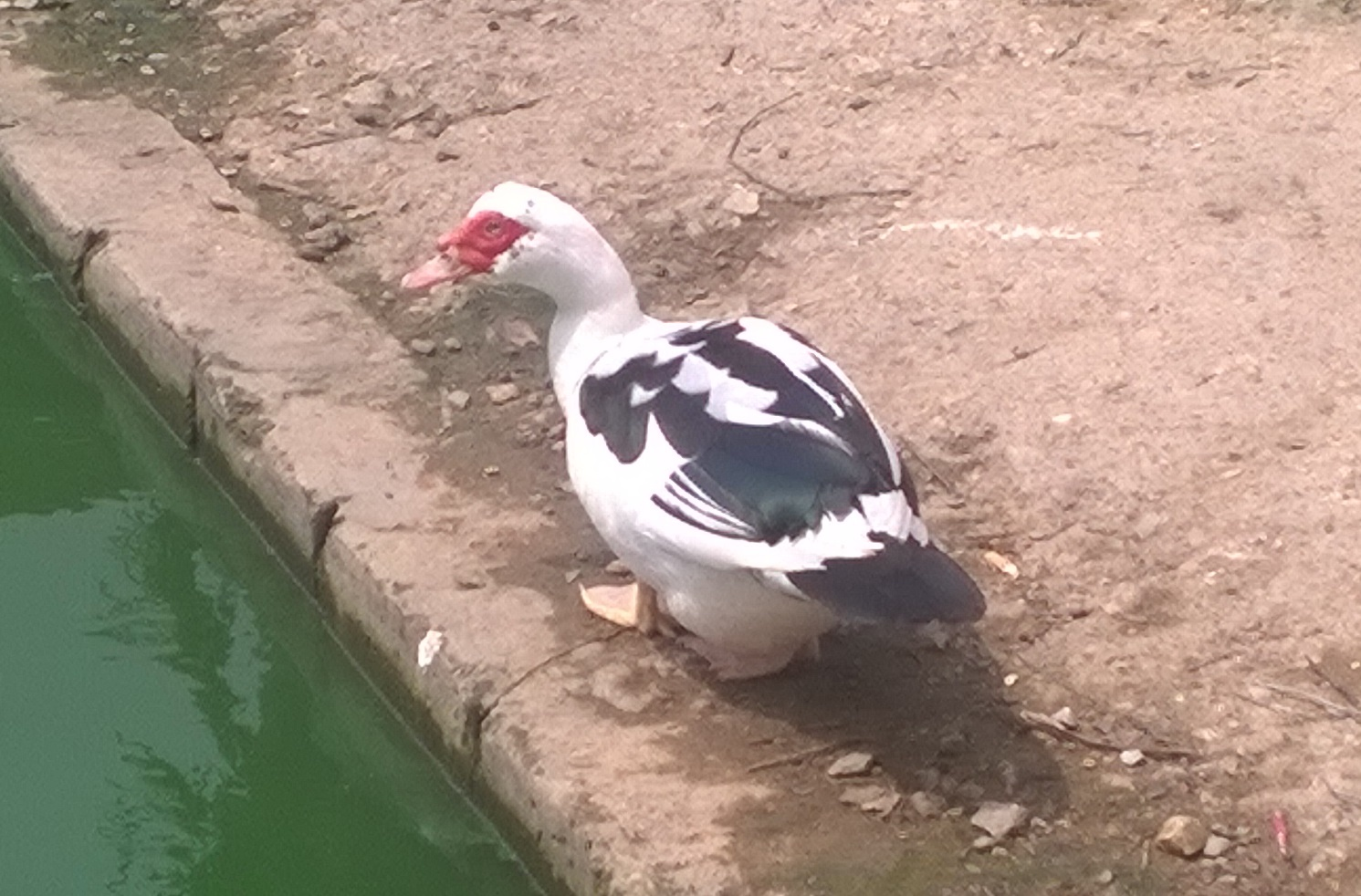
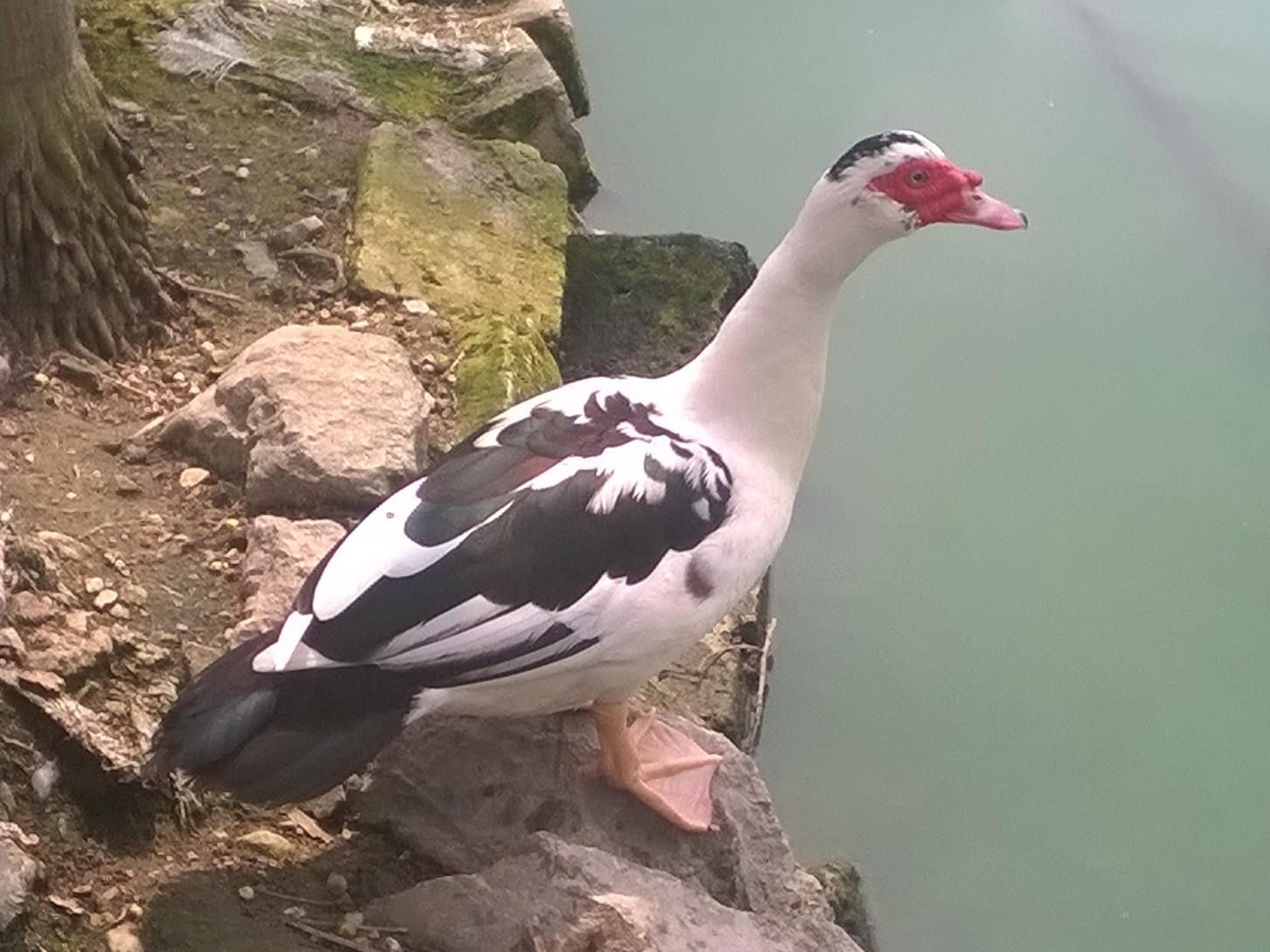
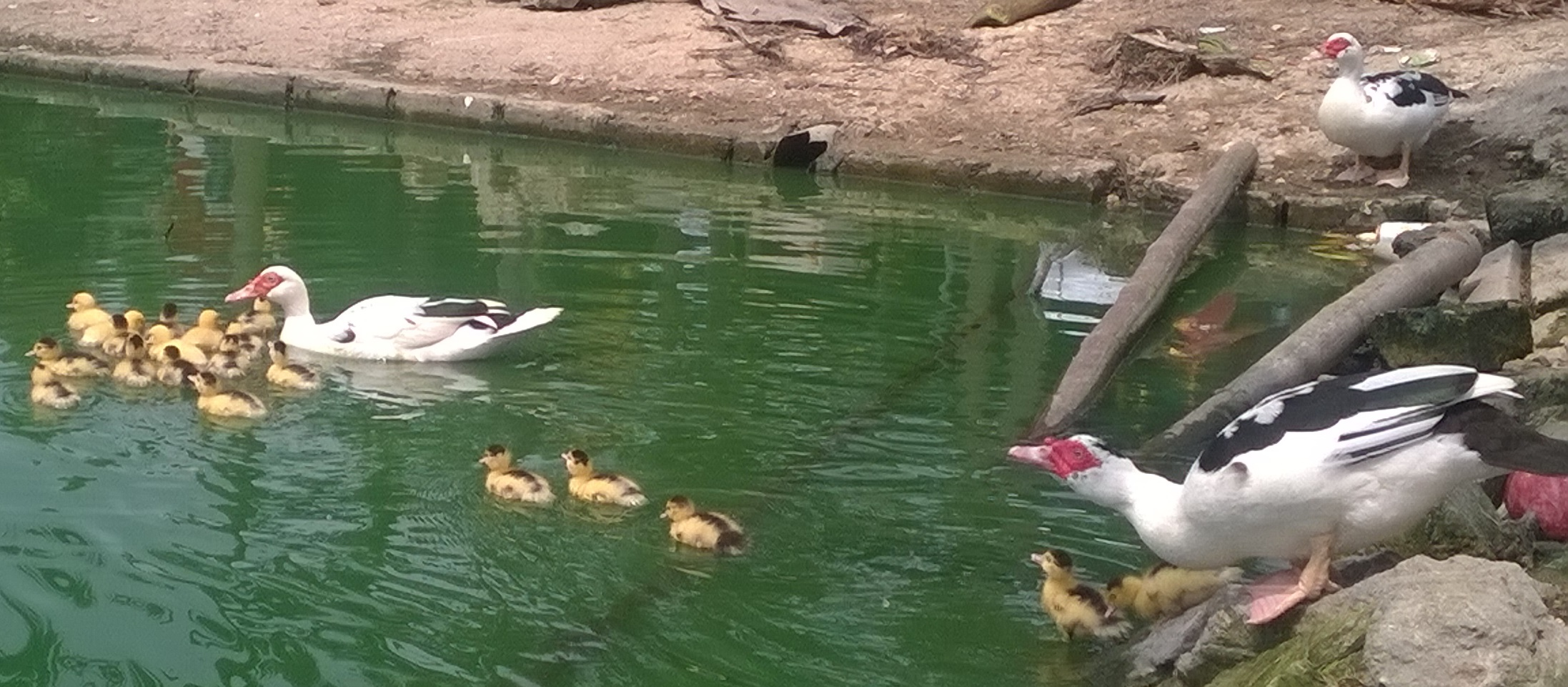